# Emotie
Een emotie is een innerlijke beleving of gemoedsbeweging zoals vreugde, angst, boosheid, verdriet en kan door een situatie of gebeurtenis worden opgeroepen. Gevoelens kunnen ook spontaan opkomen. Emoties zijn subjectieve belevingen en gaan samen met lichamelijke reacties, gelaatsuitdrukkingen en gedrag.
In biologische zin is een emotie een reactie van de hersenen op een affectieve prikkel. Dit komt zowel bij mensen als dieren vrijwel automatisch tot uiting in een bepaald patroon van gedrag zoals vluchten of toenadering en fysiologische reacties. Het gevoel kan dan gezien worden als een speciale uiting of vorm van emoties die typisch is voor mensen, namelijk de bewuste beleving, of mentale reflectie van een emotie.

## Inleiding

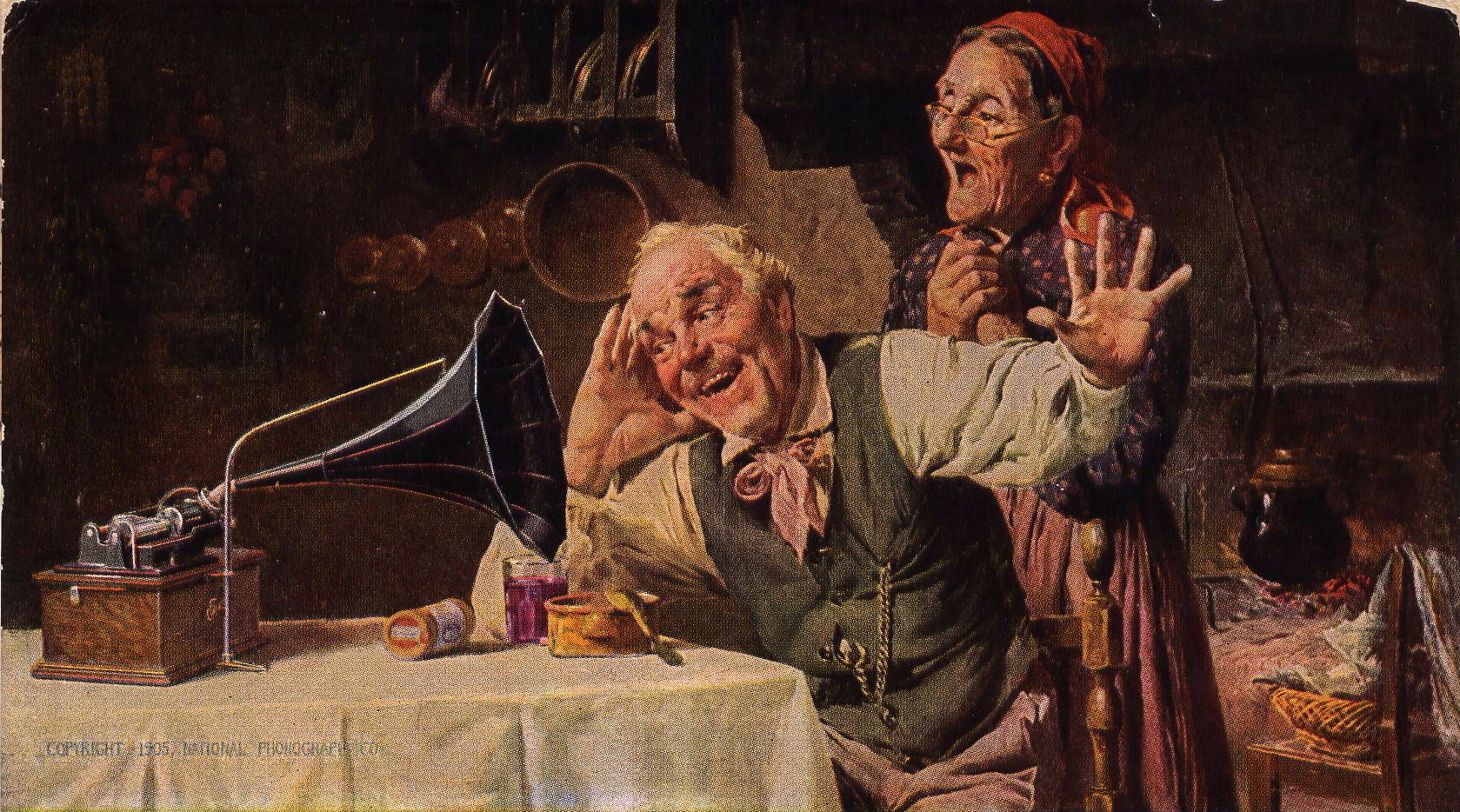
Expressie van opgetogenheid. Ansichtkaart als promotie van de fonograaf, National Phonograph Company, VS 1905)

Een emotie kan worden opgeroepen door:
- het waarnemen van externe gebeurtenissen
- de eigen gedachten of fantasie
- een stemming

Het is lastig om aan te geven welke specifieke gebeurtenissen of prikkels uit de omgeving aanleiding geven tot emoties. Het kunnen negatieve gebeurtenissen zijn die met gevaar zijn geassocieerd, en daardoor een gevoel van angst oproepen. Maar het kunnen ook positieve gebeurtenissen zijn die gevoelens van veiligheid of blijheid oproepen. Emotionele reacties zijn voor een deel aangeboren en voor een deel aangeleerd. Een voorbeeld van een dergelijk aangeboren emotionele reactie is schrikken. Sommige mensen zijn angstiger dan anderen. Ook dit kan te maken hebben met hun aanleg, bijvoorbeeld hoog neuroticisme. Angst of vrees voor bepaalde situaties of voorwerpen kan echter ook het gevolg zijn van een leerproces. Zo kan een neutrale gebeurtenis door associatie met een schadelijke gebeurtenis op den duur angst gaan oproepen. Dit proces heet conditionering. Het laatste betekent dat dergelijke reacties ook weer kunnen worden afgeleerd.
Emoties zijn niet altijd rechtstreeks in iemands gedrag of gelaatsexpressies te herkennen. Dit komt omdat zij zich vaak binnen ons zelf afspelen. Ook zijn mensen in staat emoties als blijdschap of verdriet te veinzen, of de uiterlijke manifestaties van emoties te onderdrukken. Deze onderdrukte emoties zijn soms toch, zij het indirect, te herkennen aan de lichaamstaal. Vooral de gezichtsuitdrukking (zie verder) en de stemklank spelen daarbij een grote rol. De fysiologische reacties die door meer intense emoties worden opgeroepen, zijn echter moeilijk te onderdrukken. Van dit principe wordt bijvoorbeeld bij de leugendetector gebruikgemaakt.
Men kan emoties rangschikken naar valentie (aard of type) en intensiteit. In elk paar hieronder is eerstgenoemde minder intens dan laatstgenoemde emotie.
- sympathie en liefde
- afkeer en haat / walging
- woede en razernij
- droefenis en wanhoop
- bezorgdheid en vrees
- wantrouwen en paranoia
- vreugde en uitgelatenheid
- verrassing en overrompeld zijn
- erotiek en seksuele opwinding

## 27 categorieën
Een onderzoek van de University of California uit 2017 vond 27 categorieën menselijke emoties in video's:
- bewondering
- aanbidding
- esthetische waardering
- amusement
- angst
- ontzag
- vreemdheid
- verveling
- rust
- verwarring
- hunkering
- afschuw
- empathische pijn
- vervoering
- afgunst
- opwinding
- vrees
- verschrikking
- interesse
- vreugde
- nostalgie
- romantiek
- droefenis
- tevredenheid
- seksuele opwinding
- sympathie
- triomf

## Onbewuste emoties
Soms kan er sprake zijn van emoties zonder (bewuste) gevoelsmatige reflectie. Een voorbeeld hiervan is de schrikreactie. Een hard geluid lokt binnen een fractie van een seconde automatisch en onbewust een fysiologische reactie uit, zoals het samentrekken van de spieren en hartslagversnelling. Pas enige tijd later treedt een gewaarwording van deze gebeurtenis en de daaraan gekoppelde lichamelijke reactie op, die door de hersenen vertaald wordt in een schrikgevoel. Onbewuste emoties kunnen vanuit evolutionair perspectief opgevat worden als automatische en snelle reacties op biologisch relevante prikkels. Dit zijn prikkels uit de omgeving die voor het overleven van de soort van belang zijn. Bij mensen gaan dergelijke reacties meestal gepaard met een oriëntatie van de aandacht op zowel de prikkel als de hierdoor opgeroepen fysiologische reactie. Echter, onderzoek van onder andere Joseph LeDoux en Öhman laat zien dat bedreigende stimuli fysiologische reacties kunnen oproepen, zonder dat men zich bewust is van deze stimuli. Door Joseph Ledoux is op grond van onderzoek met ratten het Dual Routes to Action-model ontwikkeld dat verklaart hoe onbewuste of impliciete emoties bij de mens kunnen ontstaan.

## Onderzoek naar emoties
Onderzoek naar emoties in een laboratorium maakt meestal gebruik van de volgende methodes:

### Oproepen van emoties
- oproepen van een stemming: denk aan iets dat u verdrietig maakt;
- beloning en straf, meestal in de context van conditioneringsstudies;
- aanbieding van emotionele prikkels, een bekend standaardsysteem is het International Affective Picture System (IAPS) van Peter Lang. Dit maakt gebruik van dia's die geschaald zijn naar valentie (positief, negatief) en intensiteit van emoties.

### Meting van emoties
- directe meting, zelfrapportage: beschrijf wat u voelt;
- indirecte meting: laten kiezen uit verschillende voorwerpen (bijvoorbeeld poppen), of de emotionele stroop-taak.
- psychofysiologische variabelen, zoals GSR of hartslagfrequentie.

## Basisdimensies
Er bestaan verschillende indelingen en opsommingen van allerlei soorten emoties. Veel van de opgesomde emoties kunnen teruggebracht worden tot (of zijn varianten op) een kleiner aantal basisemoties. De basisemoties op hun beurt kunnen weer gezien worden als combinaties van twee basisdimensies, valentie (prettig-onprettig) en intensiteit. Volgens de Engelse onderzoeker Edmund Rolls spelen bij de valentie dimensie twee aparte processen een rol. Dit zijn toekenning van beloning of straf en niet toekenning van beloning en straf. Straf gaat bijvoorbeeld gepaard met angst, niet straffen met opluchting. Beloning met blijheid, niet belonen met woede of verdrietigheid. Deze processen kunnen bovendien in intensiteit variëren. Volgens zijn theorie zijn menselijke emoties ontwikkeld of geëvolueerd uit deze meer basale emoties die ook bij dieren voorkomen.

## Emotie en motivatie
Het is lastig een scheidslijn aan te brengen tussen emoties en drijfveren, ook motivatie genoemd, die het gedrag bepalen. Emoties zijn namelijk niet alleen passieve belevingen, maar kunnen ook worden opgevat als actie-tendenties: een drijfveer om een bepaald doel te bereiken. Uit dieronderzoek is gebleken dat leergedrag van dieren gestuurd wordt door beloning en straf, ook reinforcers of bekrachtigers genoemd. Dieren zullen straf (negatieve bekrachtigers) vermijden en beloning (positieve bekrachtigers) nastreven. Voedsel en een mannetje (wijfje) waarmee gepaard kan worden, zijn voorbeelden van positieve bekrachtigers. Pijnlijke stimulatie is een voorbeeld van een negatieve bekrachtiger. Ook in het gedrag van mensen spelen drijfveren als het willen vermijden van pijn en zoeken naar genot of plezier een belangrijke rol. Zij fungeren kort gezegd als de motor van ons gedrag. Naast deze primaire drijfveren bestaan er ook secundaire drijfveren. De voetballer streeft bijvoorbeeld naar het maken van een doelpunt; de zakenman naar het afsluiten van een gunstig contract, en een scholiere naar de verovering van een aardige jongen. Het bereiken van het doel gaat gepaard met een gevoel van blijdschap, het niet bereiken daarvan met een gevoel van frustratie, teleurstelling of verdriet. Deze voorbeelden laten zien dat emoties c.q. gevoelens niet alleen passieve belevingen zijn, maar ook een belangrijke rol spelen in het sturen en activeren van menselijk gedrag.

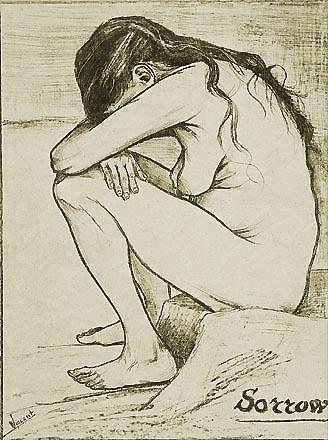
Verdriet. Lithografie van Vincent van Gogh uit 1883

## Hersenen en emoties
Mede op grond van dieronderzoek is er veel bekend over hersenfuncties die emoties reguleren. De betrokken structuren maken deel uit van het limbische systeem. Onderzoekers als Edmund Rolls en Antonio Damasio menen dat emoties gestuurd worden door een affectief netwerk, waarvan structuren als de amygdala, de hypothalamus en de cortex orbitofrontalis deel uitmaken. In dit netwerk hebben deze structuren een verschillende functie.

### Rol van de amygdala
Dierstudies hebben aangetoond dat de amygdalae (amandelkernen) betrokken zijn bij het aanleren van vreesreacties (zie ook versterkte schrikreactie). Uit humane studies is er bewijs gevonden dat de amygdala betrokken zijn bij de evaluatie van de valentie (positieve of negatieve betekenis) van affectieve prikkels uit de omgeving. Patiënten waarbij de amygdalae zijn beschadigd, blijken bijvoorbeeld moeite te hebben met herkenning van gelaatsexpressies van emoties. Dit blijkt vooral op te gaan voor expressies van angst. De amygdalae hebben veel verbindingen met de hypothalamus, die allerlei autonoom fysiologische reacties reguleert en de frontale cortex.

### Primaire en secundaire emoties
Er kan globaal een onderscheid worden gemaakt tussen primaire emoties en secundaire emoties. Soms spreekt men van lagere en hogere emoties. Primaire emoties worden automatisch en onbewust door prikkels uit de buitenwereld opgeroepen, zoals het eerdere voorbeeld van schrikken. Amygdala en door hypothalamus geproduceerde endocriene en neurochemische reacties zijn hier de voornaamste aangeboren mechanismen. Bij de secundaire emoties (bijvoorbeeld ontroering) is een meer complex circuit betrokken, waarin vooral de orbitofrontale cortex een belangrijke rol speelt (zie Damasio verderop). Deze emoties gaan vaak wel gepaard met bewuste beleving of gevoelens. Secundaire of hogere emoties zijn ook sterker afhankelijk van omgevingsinvloeden en cultuur dan de primaire emoties.

### Neurotransmitters
Neurotransmitters zoals noradrenaline, serotonine en dopamine zijn eveneens betrokken bij de controle van emoties. Deze neurotransmitters zijn dus niet alleen een gevolg of correlaat van emoties, maar kunnen ook emoties moduleren via terugkoppeling naar gebieden in de hersenen. Een chronisch verlaagd niveau van noradrenaline en serotonine kan bijvoorbeeld een neerslachtige stemming tot gevolg hebben. Dopamine kan het proces van beloning (een prettig gevoel) versterken. Deze neurotransmitter heeft ook een invloed op de genoemde orbitofrontale schors.

### Linker- en rechterhersenhelft
Ten slotte is uit onderzoek naar patiënten met hersenbeschadiging bewijs gevonden dat de rechterhersenhelft betrokken is bij beleving en expressie van negatieve emoties en de controle van onbewuste emoties (zie ook Hemisferische specialisatie).

## Emotietheorieën
Er bestaan vele emotietheorieën. De meeste hiervan hebben betrekking op de relatie tussen gevoelens (de innerlijke beleving) en de lichamelijk reacties die bij emoties optreden. Een punt van debat in sommige theorieën is de relatie tussen cognitie (kennen) en emotie (voelen). Een derde thema is de functie van emoties bij aanpassing aan de omgeving. Recent onderzoek naar hersenstructuren die bij emoties een rol spelen, heeft het inzicht in de aard en deelprocessen van emoties verscherpt. Hier volgt een kort overzicht van de voornaamste theorieën:

### Descartes
René Descartes (1596-1650) publiceerde in 1649 zijn boek Les passions de l’âme (vertaling: De passies/emoties van de ziel, in het Frans, Amsterdam/Parijs) en in 1650 Passiones animae (in het Latijn, Amsterdam), dat gezien wordt als het begin van de moderne wetenschappelijke theorie van emoties. Hierin probeerde hij naar aanleiding van de ontdekking van het hart als pomp door William Harvey de emoties mechanisch te verklaren met de frequentie en sterkte van de hartslag. Descartes gaf de volgende definitie van de hartstochten (emoties, Frans: passions): "Hartstochten zijn de gewaarwording van een uitzonderlijke toestand van het lichaam en hebben betrekking op iets (een object) dat door ons gekend of waargenomen wordt". Hij kwam met zes primaire emoties: vreugde (joie), droefheid (tristesse), liefde (amour), haat (haine), begeerte (désir) en verwondering (admiration), en bijna 50 afgeleide emoties met verklaringen. Spinoza omschreef Descartes' definitie van de emoties (hartstochten) later als "gewaarwordingen, gevoelens of gemoedsbewegingen van de ziel, die alleen bij haar horen en ontstaan, in stand blijven en versterkt worden door bewegingen van de levensgeesten" (Spinoza: Ethica, deel 5, Voorwoord).

### Spinoza
Benedictus de Spinoza (1632-1677) ontwikkelde in zijn boek Ethica (in het Latijn, 1678), deels als reactie op Descartes, een verklaring van 48 emoties (verlangen/behoefte, blijdschap, droefheid, verwondering, liefde, minachting enzovoorts) ingepast in zijn metafysica. Emoties komen voort uit het streven naar zelfbehoud van het individu, het wezen zelf van de mens, en de reactie op een verbetering of verslechtering van de ervaren situatie. De voornaamste emoties zijn dus Cupiditas (Latijn voor bij Spinoza begeerte, verlangen, behoefte, drang tot zelfbehoud), Laetitia (blijdschap is een overgang naar grotere volmaaktheid) en Tristitia (droefheid is een overgang naar verminderde volmaaktheid), waarop 43 andere emoties zijn terug te voeren, maar Verwondering (Admiratio) en Minachting (Contemptus) niet. Bij Spinoza zijn de emoties een verwarde poging om onze positie in onze mentale en fysieke omgeving te bewaken. Emotie is bij hem een verward, obsederend idee over de vergroting of verkleining van de lichamelijke vitaliteit. De neuroloog Antonio Damasio besprak Spinoza's indeling met instemming.

### James en Lange
William James ging ervan uit dat gevoelens als angst, verdriet, boosheid en dergelijke ontstaan als wij ons bewust worden van de autonome lichamelijke reacties op emotionele prikkels. Zijn theorie stamt uit 1894. Carl Lange kwam ongeveer tezelfdertijd op een soortgelijk idee, maar richtte zich voornamelijk op de bloedsomloop en spieren. De ideeën van James en Lange worden nogal eens samen genomen onder de naam "James-Langetheorie". Deze theorie heeft als inspiratiebron gefungeerd voor vele latere theorieën.

### Cannon
De theorie van James-Lange is met name door Walter Cannon bekritiseerd. Cannons argument was dat fysiologische reacties te diffuus en te traag waren, zodat terugkoppeling hiervan nooit het rijke arsenaal aan gevoelens bij de mens kon verklaren. Volgens Cannon werden gevoelens en lichamelijke reacties ongeveer gelijktijdig door de thalamus tot stand gebracht. Later onderzoek maakte echter duidelijk dat de thalamus niet specifiek betrokken is bij verwerking van affectieve prikkels.

### Emotie en cognitie
Er is veel gedebatteerd over de relatie tussen emoties (voelen) en cognitie (verstand, kennen). Robert Zajonc van de Stanford Universiteit in de V.S. beweerde dat emoties vroeger ontstaan, en onafhankelijk zijn van cognitieve processen. Richard Lazarus van de Universiteit van Berkeley (VS) meende daarentegen dat emoties een onderdeel vormden van cognitieve processen.
Lazarus sprak in dit verband van een cognitive appraisal (waardering). Een emotie (gevoel) is bijvoorbeeld afhankelijk van de context waarin een lichamelijke reactie optreedt, bijvoorbeeld of ons hart sneller gaat kloppen na het zien van een brullende leeuw of een seksueel aantrekkelijk persoon. Dit sluit aan bij experimenten van Schachter en Singer uit 1962 die aantoonden dat omgevingsinformatie van belang is voor het ‘ labelen’ (benoemen) van lichamelijke reacties. Zij verhoogden door een injectie met adrenaline kunstmatig de fysiologische arousal. Dit werd door een proefpersoon gelabeld als negatief, als een andere persoon in de proefruimte zich irritant gedroeg. Als deze zich opgewekt gedroeg, werd een positief gevoel gerapporteerd.
De tegenstelling tussen de standpunten van Lazarus en Zajonc wordt voor een deel veroorzaakt door verschillende definities van cognitie. Lazarus rekende namelijk ook vroege waarnemingsprocessen tot cognitie, terwijl Zajonc cognitie opvatte als een proces dat komt na de primaire waarneming. Bovendien heeft onderzoek naar de hersenfuncties de tegenstelling tussen beide standpunten verzacht, maar voor beide standpunten zijn argumenten aan te voeren.

## Evolutie

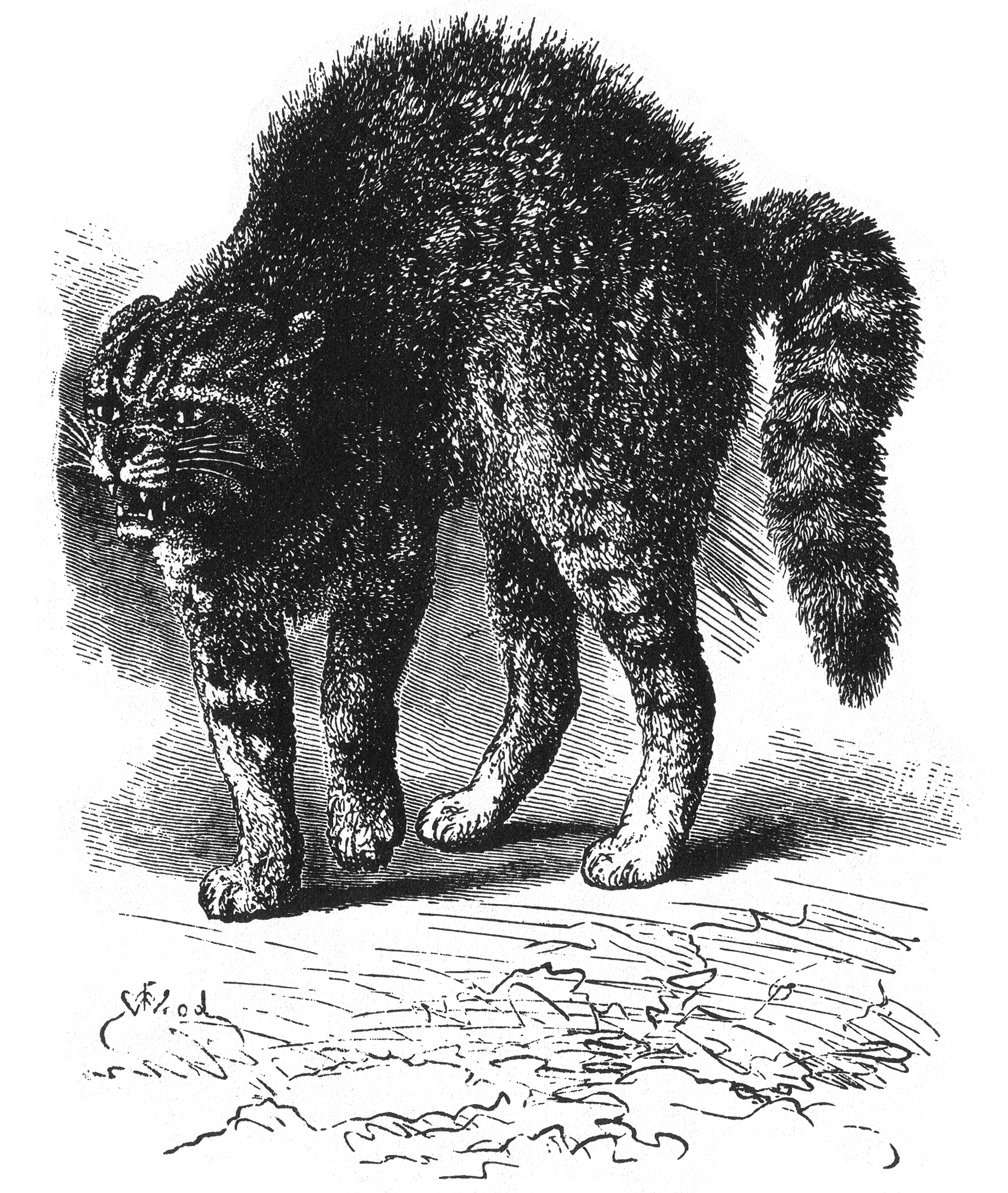
Illustratie uit Darwins The Expression of Emotions in Man and Animals

Volgens de evolutietheorie hebben emoties een belangrijke functie in het overleven van de soort in een bepaalde omgeving. Zo kan in een fysieke omgeving angst dienen om gevaar te vermijden (vluchtreactie), en woede dienen om een vijand uit te schakelen (vechtreactie). Emoties kunnen echter niet alleen in een fysieke context, maar ook in een sociale context een functie hebben. Bijvoorbeeld bij het nemen van beslissingen en aanpassing aan de omgeving.

#### Darwin
Charles Darwin opperde in zijn boek The Expression of Emotions in Man and Animals het principe van serviceable associated habits (dienende geassocieerde gewoonten). Hierin wordt gesteld dat uitdrukkingen van emotie niet bedoeld zijn als expressie, maar simpelweg gedrag zijn wat geassocieerd is geraakt met een bepaalde emotie. Denk bijvoorbeeld aan afkeer, waarbij de tong uit de mond wordt gestoken ten teken van "bah". Tegenwoordig wordt dit niet alleen gedaan door mensen die een hap van bedorven eten hebben genomen, maar ook wanneer iemand in een onplezierige situatie belandt. Zo zijn uitdrukkingen van emotie volgens Darwin een geassocieerde gewoonte geworden.
Darwin droeg ook fundementeler bij tot het begrip van de menselijke psychologie in haar geheel door te wijzen op het belang van de verwantschap tussen mensen en dieren. In een van zijn notitieboeken staat het volgende aforisme uit 1838: "Hij die de baviaan begrijpt, draagt meer bij tot de metafysica dan Locke". In zijn Origin of Species voorspelt hij:
"In de verre toekomst zie ik open terreinen voor veel belangrijker onderzoekingen. De psychologie zal een nieuwe fundering krijgen, namelijk de noodzakelijk graduele verwerving van elke mentale kracht of mentaal vermogen."
In de hierboven aangehaalde Expression toonde hij de adaptieve functie van emoties aan, en hun overheersende relatie met de fysieke, zintuiglijke omgeving.

#### Ekman
Paul Ekman deed uitgebreid onderzoek naar gezichtsuitdrukkingen van de mens. Hij wilde de stelling van Darwin toetsen dat de gezichtsuitdrukkingen bij bepaalde emoties universeel zijn. Ekmans onderzoek bevestigde het bestaan van universele gezichtsuitdrukkingen voor de volgende zes basisemoties:
- vreugde
- verdriet
- woede
- angst
- verbazing
- walging

De gezichtsuitdrukkingen die bij deze emoties horen worden overal ter wereld herkend. Ook kinderen die zowel doof als blind geboren zijn uiten hun gevoelens door middel van deze universele mimiek.

#### Antonio Damasio
Antonio Damasio bedacht de Somatische stempel theorie. Deze theorie bouwt voort op de oude James-Lange theorie, die stelt dat onze gevoelens een gevolg zijn van de waarneming van lichamelijke reacties. Angst ontstaat bijvoorbeeld als wij merken dat de hartslag toeneemt bij het zien van een gevaarlijk dier. Volgens de somatische stempel theorie zijn lichamelijke processen ook belangrijk voor het nemen van beslissingen. Emotie en verstand werken hier dus samen. Vooral gebieden in de prefrontale cortex spelen volgens Damasio een rol bij de integratie van emotionele en rationele processen.

#### Joseph LeDoux
De theorie van Joseph LeDoux wordt ook wel de Dual Routes to Action theorie genoemd. Ook in deze theorie staan hersenstructuren, zoals met name de amygdala centraal. Deze zijn vooral betrokken bij de evaluatie van affectieve prikkels die met gevaar zijn geassocieerd. LeDoux’ onderzoek richtte zich op geconditioneerde vreesreacties. Hij onderscheidde daarbij een snelle route in de hersenen voor onbewuste reacties op bedreigende stimuli (zoals het zien van een giftige slang), en een langzame route die de bewuste verwerking van emoties (het angstgevoel) regelt. Ook deze theorie gaat dus in op de samenwerking tussen emotie en cognitie.

### Een parallel-hiërarchisch model van emoties
Moderne emotieonderzoekers als Panksepp, LeDoux, Rolls en Damasio menen dat gevoelens en lichamelijke reacties, de twee voornaamste componenten van emoties, parallel en ongeveer gelijktijdig worden opgeroepen. Een eenvoudige versie van dit model wordt in onderstaande figuur getoond. Uit de figuur blijkt dat latere niveaus (zoals gevoel of lichamelijk reacties die het gevolg zijn van de eerdere evaluatie) weer kunnen terugkoppelen naar het vroegere stadium, de evaluatie van de affectieve prikkel. Het laatste betekent dat er sprake is van terugkoppeling van zowel de lichamelijke reactie als het gevoel naar de evaluatie van de gebeurtenis. Ook elementen van de theorie van James-Lange en die van Cannon zijn dus in het model opgenomen. Evaluatie van affectieve prikkels vindt vermoedelijk plaats binnen structuren van het limbische systeem (zoals de amygdala). De door evaluatie opgeroepen processen worden deels door hogere gebieden in de hersenen (gevoel) als hypothalamus (lichamelijke reacties) gecontroleerd.

## Emotie & cultuur

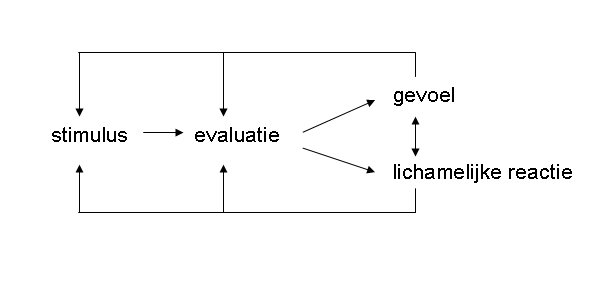
Een parallel model van emoties

De expressie van basisemoties blijkt in verschillende culturen gelijk te zijn. In verband hiermee wordt aangenomen dat gelaatsexpressies voor een groot deel aangeboren zijn. Het uiten van gevoelens in een sociale context is echter mede afhankelijk van bepaalde regels die cultuurbepaald zijn. Ekman noemt dat display rules. Het laatste idee is ook benadrukt door sociaal-constructivisten, waaronder Averill. Hij gaat ervan uit dat emotie cultuurbepaald is en bedoeld is om de sociale, communicatieve interactie tussen mensen te reguleren.
De cultuur leert in welke situatie men op welke (emotionele) manier behoort te reageren. Averill spreekt van emotionele syndromen, omdat hij ze ziet als syndroom van een cultuur. Hierbij is er altijd sprake van een samenspel van 4 factoren; subjectieve ervaring, fysiologische verandering, expressies en coping. De cultuur bepaalt welke emoties onder welke omstandigheden gerechtvaardigd zijn. Zo ziet Averill bijvoorbeeld boosheid als een typisch menselijk sociaal geconstrueerd syndroom om interactie tussen mensen te reguleren.
Er zijn ten slotte culturen waar men benamingen van emoties kent die een andere cultuur niet kent. Zo kent men in het Pali de emotie metta; liefdevolle aandacht. In Japan kent men de emotie amae, wat neerkomt op een soort wederzijdse afhankelijkheid in respect. In de Filipijnen kent men het woord liget, wat staat voor iets met peper, vuur, passie. De gangbare lijst van emoties hoeven dus niet gezien worden als compleet of universeel.

## Emotie en sekse
Onderzoek heeft aangetoond dat mannen en vrouwen verschillend reageren op affectieve prikkels. Bijvoorbeeld bij het zien van aangename en onaangename plaatjes (zie IAPS) geven mannen doorgaans aan dat zij plaatjes van avontuur en opwinding (zoals seksuele plaatjes) prettiger vinden. Vrouwen daarentegen vinden plaatjes van bedreigende gebeurtenissen of slachtoffers onaangenamer Het laatste wijst mogelijk op een sterkere angst voor bedreigende gebeurtenissen en neiging om gevaar te vermijden bij vrouwen. Mannen hebben een sterkere neiging tot agressiviteit en opwinding.
Mannen vertonen ook een sterkere correlatie (samenhang) tussen positieve valentie (mate van prettig vinden) en arousal (mate van opwinding). Bij vrouwen geldt dit vooral voor onaangename plaatjes: zij rapporteren meer opwinding bij onaangename plaatjes. Angststoornissen en depressiviteit blijken ten slotte ook vaker bij vrouwen dan bij mannen voor te komen Over de oorzaak wordt nog gegist: mogelijk liggen aan deze sekseverschillen zowel biologische als omgevingsfactoren ten grondslag.

## Emotionele intelligentie
Onderzoekers hebben vanaf de jaren 1960 geprobeerd te meten in hoeverre een persoon in staat is zijn eigen emoties en die van anderen te herkennen, het onderscheid te maken tussen verschillende gevoelens en ze correct te benoemen, emotionele informatie te gebruiken als leidraad voor gedachten en gedrag, en gevoelens te beheersen en aan te passen aan de omgeving of aan de eigen doelstellingen. Het emotionele (intelligentie)quotiënt EQ is dan een aanvulling op het traditionele intelligentiequotiënt.
Er zijn verschillende modellen van emotionele intelligentie (EI) in omloop. Het kenmerkmodel van Konstantinos Petrides (2001) rapporteert over gedragingen en vaardigheden zoals gerapporteerd door de persoon zelf. Het bekwaamheidsmodel van Peter Salovey en John Mayer (2004) meet hoe goed iemand emotionele informatie kan verwerken en gebruiken.
Er zijn sterke positieve correlaties aangetoond tussen enerzijds EQ en anderzijds geestelijke gezondheid, professionele prestaties en leiderschapstalent, hoewel hierin de afzonderlijke rollen van algemene intelligentie en van specifieke persoonlijkheidskenmerken nog niet zijn uitgeklaard.

## Affectieve informatica
Affectieve informatica is de studie van automatische systemen voor het herkennen, interpreteren, verwerken en nabootsen van emoties. Het is een interdisciplinair vakgebied tussen informatica, psychologie en cognitiewetenschap. In brede zin kunnen hiertoe zelfs leugendetectoren gerekend worden, maar als afzonderlijk studiegebied begint affectieve informatica met een paper van Rosalind Picard uit 1995.
Een van de doelstellingen van het onderzoek is machines uitrusten met emotionele intelligentie, bijvoorbeeld om empathie te simuleren. De machine moet de gevoelstoestand van mensen interpreteren en haar gedrag daaraan aanpassen.